# Dolichopeza (Nesopeza) infuscata
Dolichopeza (Nesopeza) infuscata is een tweevleugelige uit de familie langpootmuggen (Tipulidae). De soort komt voor in het Oriëntaals gebied.